# 棟多異吻象鼻魚
安哥拉異吻象鼻魚，為輻鰭魚綱骨舌魚目象鼻魚科的其中一種。被IUCN列為次級保育類動物，分布於非洲安哥拉的淡水流域，棲息於水底，具有發電器官，用來偵測獵物。

## 外部連結
- 安哥拉異吻象鼻魚的圖片 （页面存档备份，存于）